# Тиверовский, Владимир Изекильевич
Влади́мир Изеки́льевич Тиверо́вский (род. 26 октября 1931, Геническ, Херсонская область, УССР, СССР) — советский и российский учёный в сфере железнодорожного транспорта. Кандидат технических наук. Один из ведущих в СССР и России специалистов в области генеральных планов и транспорта промышленных предприятий.

## Биография
Родился 26 октября 1931 года в Геническе.
В 1950 году с отличием окончил Ленинградский механический техникум, в 1955 году, также с отличием, — Ленинградский институт инженеров железнодорожного транспорта по специальности «Промышленный транспорт», защитив дипломный проект на тему: «Анализ эффективности применения специальных стрелочных переводов на заводах чёрной металлургии с полным циклом».
В 1958—1960 годах — заместитель начальника железнодорожного цеха Челябинского металлургического завода.
В 1963—1964 годах — главный инженер Челябинского государственного института по проектированию металлургических заводов.
В 1967—1994 годах — главный технолог Отдела генеральных планов, изысканий и транспорта Государственного ордена Ленина института по проектированию металлургических заводов (Москва), член Научно-технического совета названного института.
В 1977 году под руководством профессора Костина И. И. защитил кандидатскую диссертацию на тему: «Влияние непрерывной разливки стали на генеральный план и транспорт металлургических заводов».
В 1994—1996 годах — заместитель генерального директора ЗАО «МЕТАЛЛУРГТРАНС».
В 1996—2002 годах — старший научный сотрудник Сектора информатики транспорта в Отделе научной информации по транспорту Всероссийского института научной и технической информации РАН, а с 2002 года по настоящее время — заведующий вышеуказанным сектором.
С 1996 года по настоящее время является ответственным редактором, учёным секретарём Редакционной коллегии научного информационного сборника «Транспорт: наука, техника, управление», включённого в список научных журналов ВАК Минобрнауки России.
В 2013 году зарегистрирован в системах SCIENCE INDEX Российского индекса научного цитирования и ORCID.
Автор более 190 (на 2013 год) научных работ, в том числе — статьи, учебники для вузов, на которые были получены положительные заключения Государственного комитета СССР по народному образованию и Министерства высшего и среднего специального образования СССР, и коллективная монография, посвящённая проблемам транспорта на предприятиях чёрной металлургии.
Жена — инженер промышленного транспорта, дочь — переводчик.

## Награды и звания
- Серебряная медаль ВДНХ СССР" (1979 г.)[8]
- Звание «Ветеран труда ГИПРОМЕЗа» (1987 г.)
- Медаль «Ветеран труда» (1989 г.)[9]

### Диссертации
- Влияние непрерывной разливки стали на генеральный план и транспорт металлургических заводов: Диссертация на соискание учёной степени кандидата технических наук / В. И. Тиверовский. — Л.: Ленинградский ордена Ленина институт инженеров железнодорожного транспорта им. акад. В. Н. Образцова, 1977. — 152 с., ил.

### Монографии
- Технические средства транспорта в металлургии: Монография / А. С. Хоружий, В. И. Тиверовский, Г. Д. Забелин и др. — М.: Металлургия, 1980. — 336 с., ил.

### Бюллетени
- Состав основных металлургических заводов зарубежных стран: Обзорная информация/ Б. С. Сморгонский, К. С. Трубицын, В. И. Тиверовский и др. — М.: Ин-т «Черметинформация», 1980. — 108 с., ил., табл.

### Учебники
- Генеральный план и транспорт промышленных предприятий: Учебник для вузов / И. И. Костин, А. С. Гельман, В. Я. Ильин, К. П. Костенецкий, А. Я. Локтев, Ю. А. Негомедзянов, М. Б. Сирота, В. И. Тиверовский; Под ред. И. И. Костина и В. И. Тиверовского. — М.: Стройиздат, 1981. — 192 с., ил.
- Генеральный план и транспорт промышленных предприятий: Учебник для вузов / В. М. Акулиничев, А. С. Гельман, В. И. Тиверовский, Б. Ф. Шаульский. — М.: Стройиздат, 1990. — 303 с., ил.

### Энциклопедии
- Железнодорожный транспорт: Энциклопедия / Выгнанов А. А., Тиверовский В. И., Хоружий А. С. — М.: Большая Российская энциклопедия, 1994. — с. 335—336 (Промышленный транспорт).
- Железнодорожный транспорт: Энциклопедия / Тиверовский В. И. — М.: Большая Российская энциклопедия, 1994. — с. 334 (Промышленная железнодорожная станция).

### Статьи
- Состояние и развитие робототехники / Петрина А. М., Тиверовский В. И. // Транспорт: наука, техника, управление. — 2010, № 4. — с.27-33[10].
- Инновации городского транспорта за рубежом / Тиверовский В. И. // Бюллетень транспортной информации. — 2012, № 12 (210). — с. 17-21[11]
- Инновации в тарно-упаковочном производстве / Тиверовский В. И. // Интегрированная логистика. — 2013, № 4. — с. 27-33[12]
- Современный этап в развитии логистики за рубежом / Тиверовский В. И. // Транспорт: наука, техника, управление. — 2013, № 6. — с. 22-27[13]